# Уескар
Уескар (ісп. Huéscar) — муніципалітет в Іспанії, у складі автономної спільноти Андалусія, у провінції Гранада. Населення — 8178 осіб (2010).
Муніципалітет розташований на відстані близько 310 км на південь від Мадрида, 120 км на північний схід від Гранади.
На території муніципалітету розташовані такі населені пункти: (дані про населення за 2010 рік)
- Барріо-Нуево: 866 осіб
- Уескар: 7091 особа
- Сан-Клементе: 221 особа

## Демографія
Динаміка населення (INE ):

## Галерея зображень

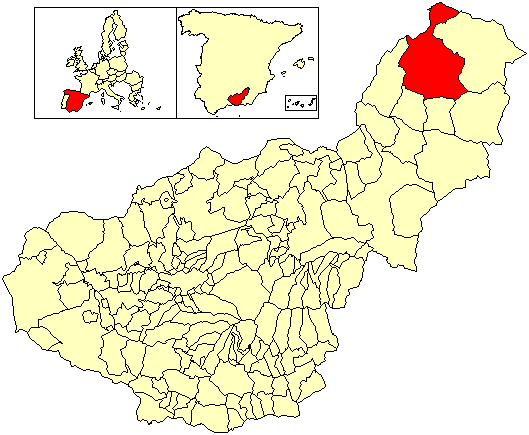
Розташування муніципалітету Уескар у провінції Гранада